# 上村建也
上村 建也（うえむら たつや、1960年6月23日 - ）は、プログラマ、ゲームミュージック作曲家で、現在は株式会社TATSUJINマーケティング責任者。兵庫県出身。

## 略歴
学生時代はバンドでギターを担当。同志社大学卒業後、音楽スタジオに就職するがすぐに退社、その後株式会社オルカに入社する。程なくしてオルカは倒産するも、残されたメンバーで設立されたクラックス（CRUX）に参加、『リパルス』（セガ/九娯貿易）の制作に携わる。その後、新たに設立された東亜プランに移籍し、プログラムとサウンドを担当。楽曲は特徴的なベースラインで知られた。
東亜プラン倒産後はガゼルに参加、『アクウギャレット』ではディレクターを務めるも会社が崩壊、同じく東亜プランを源流に持つケイブに合流し、取締役開発本部長に就任する。1999年には同業他社製品である『バトルバクレイド』（ライジング）のサウンドドライバーを手がけるなどしている。2004年5月取締役を辞任する。その後は『鋳薔薇』攻略DVD付属のCDでのリアレンジなど、活動を続ける一方、有限会社マジックシード代表取締役として、携帯電話用コンテンツを運営していた。
2012年、イベントにて32年ぶりにステージでギターを弾いたことに端を発し、翌2013年6月に自身のバンド「U-Brand」を結成。イベントにて『究極タイガー』や『ドギューン!!』などの自作曲を演奏している。また、この頃から10年ほどトラックドライバーに転身し、ゲーム業界からは一旦離れていた。
2022年2月に、東亜プラン時代の同僚だった弓削雅稔が代表を務める「株式会社TATSUJIN」に入社、ゲーム業界に復帰する。

## 作品
特記がない限り、すべてアーケードゲーム。(S)はサウンド、(Prg)はプログラムを表す。

### 東亜プラン時代
- 1985年 タイガーヘリ(S)(Prg)
- 1986年
  - ゲットスター(Prg)
  - 麻雀シスターズ(Prg)
- 1987年
  - 飛翔鮫(S)(Prg)
  - 究極タイガー(S)(Prg)
- 1989年
  - ヘルファイヤー(S)(Prg)
  - ゼロウィング(S)(Prg)
- 1990年 アウトゾーン(S)(Prg)
- 1992年 ドギューン!!(S)(Prg)

### ガゼル時代
- 1996年 アクウギャレット（ディレクター）

### その他
- 1992年 ゼロウィング（PCエンジンCD-ROM2、サウンドアレンジ）
- 1996年 東亜プランシューティングバトル1（PlayStation 、サウンドアレンジ）
- 1999年 バトルバクレイド（サウンドドライバー）